# Roman Cholewicki

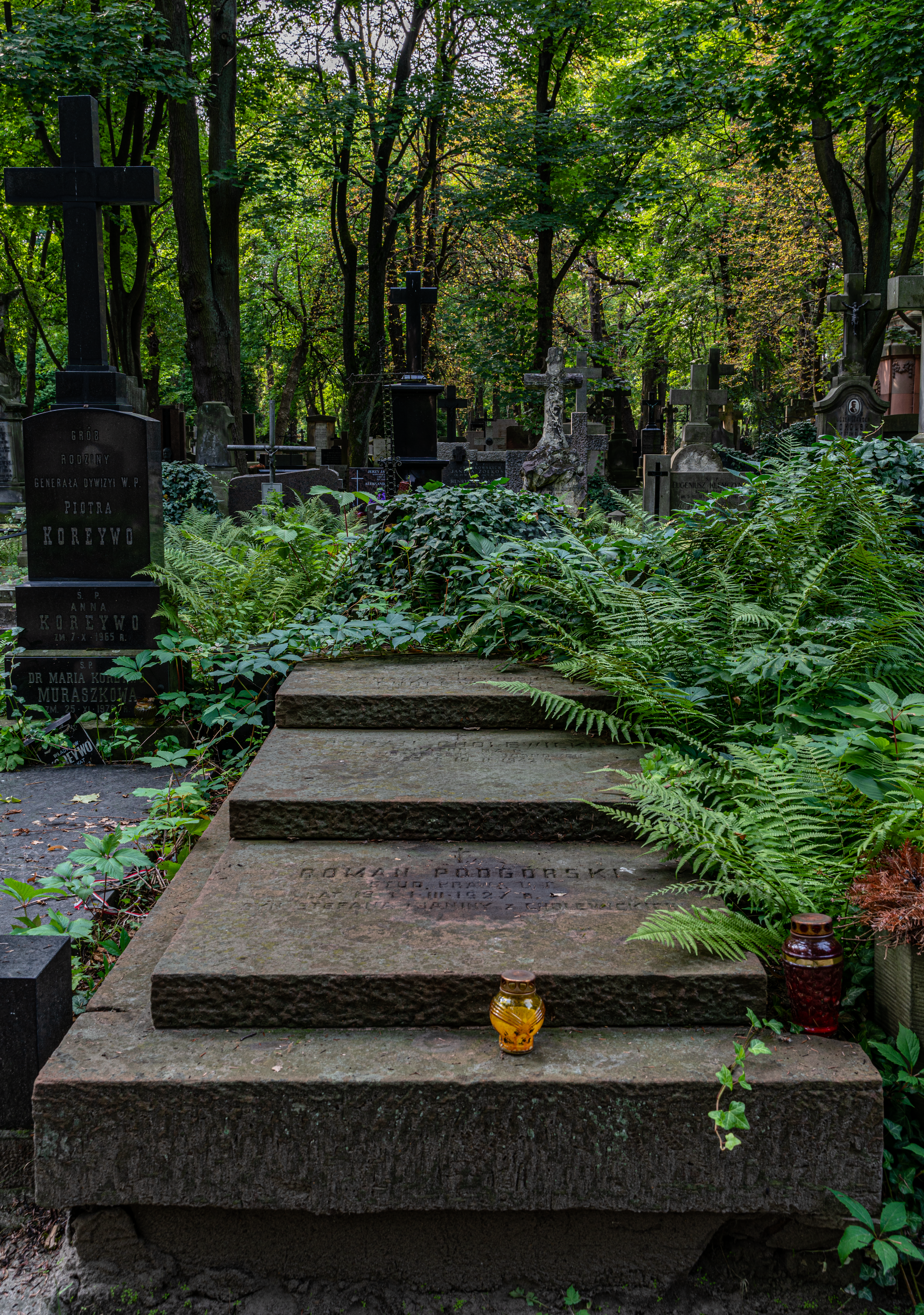
Grób Romana Cholewickiego na cmentarzu Powązkowskim

Roman Cholewicki (Holewicki) ps. Rafał (ur. 1 grudnia 1886 w Dyneburgu, zm. 16 stycznia 1942 w Warszawie) – polski działacz niepodległościowy i oświatowy, polityk, senator w II RP.

## Życiorys
Ukończył Gimnazjum W. Wróblewskiego i szkołę realną w Warszawie, a następnie studia na Politechnice w Zurychu (1907–1909) i Paryżu (bez dyplomu).
Od wczesnych lat młodzieńczych był członkiem PPS i PPS „Proletariat” (Proletariat III), czterokrotnie aresztowany i więziony w Warszawie (1902, 1904 i 1905), był uczestnikiem rewolucji 1905 w Warszawie. Podczas studiów w Zurychu był sekretarzem stowarzyszenia robotników polskich, następnie, w 1909 roku współzałożył Stowarzyszenie „Filarecja” i Związek Walki Czynnej w Paryżu, od 1910 roku działał w Związku Strzeleckim.
Podczas I wojny światowej, w latach 1914–1915 walczył w I Brygadzie Legionów Polskich (odszedł z przyczyn zdrowotnych), następnie współzałożyciel POW w Oświęcimiu.
Po odzyskaniu niepodległości, od 1919 roku pracował jako urzędnik w prywatnej firmie górniczej. Od 1928 roku był członkiem Rady Powiatowej BBWR w Będzinie, od 1929 roku był organizatorem ogródków działkowych dla robotników w Sosnowcu i członkiem Zarządu Okręgowego Związku Legionistów w Zagłębiu Dąbrowskim. Od 1933 roku był sekretarzem generalnym Francusko-Polskiego Towarzystwa Górniczego w Dąbrowie Górniczej. I-wiceprezes Zarządu Okręgu Sosnowiec Związku Legionistów Polskich w 1936 roku.
W 1935 roku został senatorem IV kadencji (1935–1938) z województwa kieleckiego. Brał udział w pracach komisji opieki społecznej i (w październiku 1935) komisji dla rozpatrzenia projektu ustawy o upoważnieniu Prezydenta RP do wydawania dekretów. Zrzekł się mandatu 20 grudnia 1935 roku.
Pracował jako wicedyrektor, od 1935 p.o. dyrektora, następnie dyrektor Ubezpieczalni Społecznej w Sosnowcu. W 1938 roku był przewodniczącym Instytutu Robotniczego im. A. Skwarczyńskiego, w 1939 roku był również prezesem Pracowniczego Towarzystwa Oświatowo-Kulturalnego im. S. Żeromskiego w Sosnowcu. Od 1938 roku był członkiem RN OZN. Po wybuchu II wojny światowej razem z rodziną przeniósł się do Warszawy, gdzie pracował w Zarządzie Miejskim. Zmarł nagle w biurze.

## Odznaczenia
- Krzyż Niepodległości (1931)
- Krzyż Kawalerski Orderu Polonia Restituta (1931)[3].

## Życie prywatne
Był synem Augustyna Cypriana Cholewickiego i Romany z Niwińskich. Jego siostra – Janina (ur. 1887, primo voto Podgórska, secundo voto Tomaszkiewicz, żona Leopolda Tomaszkiewicza, ps. Marta, była członkinią PPS „Proletariat” i Związku Strzeleckiego w Krakowie)
Ożenił się z Józefą z domu Beiner, z którą miał córki: Romanę z męża Migurską (żołnierz AK, sanitariuszka w czasie powstania warszawskiego, następnie więziona w stalagu VIC Oberlangen) i Danutę z męża Malczewską (żołnierz AK, ppor Danka.)
Pochowany na cmentarzu Powązkowskim w Warszawie (kwatera 50-1-25).